# Samuel Kistohurry
Samuel Kistohurry (* 1. März 1995 in Pessac, Frankreich) ist ein französischer Boxer, der sich im Federgewicht zur Teilnahme an den Olympischen Spielen 2020 in Tokio qualifizierte. 

## Boxkarriere
Samuel Kistohurry ist mauritischer Abstammung und trainiert im Boxclub USSAP Boxe von Pessac. In seiner Jugend war er Achtelfinalist der Jugend-Weltmeisterschaft 2012 in Jerewan und Viertelfinalist der Jugend-Europameisterschaft 2013 in Rotterdam.
Bei den Erwachsenen wurde er 2014 und 2015 Französischer Meister im Bantamgewicht und nahm an den Europaspielen 2015 in Baku teil, wo er im Achtelfinale gegen Riccardo D′Andrea ausschied.
Von November 2016 bis Juli 2018 bestritt er drei siegreiche Profikämpfe in Frankreich und boxte in der Saison 2017/18 für das französische Team Fighting Roosters in der World Series of Boxing, wo er Platz 1 der WSB-Wertung im Bantamgewicht erreichte. Ihm gelangen dabei auch zwei Siege gegen Peter McGrail.
Bei den Europaspielen 2019 in Minsk erreichte er einen fünften Platz, nachdem er im Viertelfinale gegen Kurt Walker unterlegen war. In der Vorrunde der Weltmeisterschaften 2019 in Jekaterinburg verlor er knapp mit 2:3 gegen Ceiber Ávila.
Bei der europäischen Olympiaqualifikation im März 2020 in London besiegte er Robert Jitaru und Vasile Usturoi, ehe das Turnier aufgrund der COVID-19-Pandemie unterbrochen wurde. Bei der Fortsetzung der Qualifikation im Juni 2021 in Paris besiegte er noch Tayfur Əliyev und Roland Gálos, womit er sich für die Olympischen Spiele in Tokio qualifizierte. Bei den Olympischen Spielen schied er in der Vorrunde mit 2:3 gegen Duke Ragan aus.
Bei den Weltmeisterschaften 2021 in Belgrad gewann er nach Halbfinalniederlage gegen Jahmal Harvey eine Bronzemedaille.
Im April 2024 gewann er Bronze bei der Europameisterschaft in Belgrad.

## Auswahl internationaler Turnierergebnisse
- Mai 2021: 1. Platz beim Grand Prix Ústí nad Labem in Tschechien[16]
- März 2021: 1. Platz beim Cologne Boxing World Cup in Deutschland[17]
- Februar 2021: 1. Platz beim Bocskai István Memorial Tournament in Ungarn[18]
- Dezember 2020: 1. Platz beim Cologne Boxing World Cup in Deutschland[19]
- Februar 2020: 2. Platz beim Bocskai István Memorial Tournament in Ungarn[20]
- Mai 2019: 1. Platz Grand Prix Ústí nad Labem in Tschechien[21]
- März 2019: 2. Platz beim Tammer-Tournament in Finnland[22]
- März 2019: 1. Platz beim Round Robin Tournament in Deutschland[23]
- Februar 2019: 3. Platz beim Strandja Tournament in Bulgarien[24]
- Februar 2019: 1. Platz beim Bocskai István Memorial Tournament in Ungarn[25]